# Discula destructiva
Espèce
Discula destructiva est une espèce de champignons ascomycètes de la famille des Gnomoniaceae, originaire des États-Unis. On ne connaît pas de forme téléomorphe de cette espèce.
Ce champignon phytopathogène est responsable d'une forme d'anthracnose sur les plantes du genre Cornus spp.